# Фридрих (Брауншвайг-Остероде)
Вижте пояснителната страница за други личности с името Фридрих.
Фридрих фон Брауншвайг-Остероде (на немски: Friedrich von Braunschweig-Osterode; * ок. 1350, † 1421) от род Велфи (Стар Дом Брауншвайг), е херцог на Брауншвайг и Люнебург и от 1361 г. граф на Остероде-Херцберг-Залцдерхелден.

## Живот
Той е най-малкият, четвъртият син, на херцог Ернст I фон Брауншвайг-Грубенхаген (1297 – 1361) и Аделхайд фон Еверщайн († сл. 29 септември 1373), дъщеря на граф Херман II фон Еверщайн-Поле († 1350/1353) и Аделхайд фон Липе († сл. 1324).
След смъртта на баща му през 1361 г. големият му брат Албрехт I (1339−1383) наследява Княжество Грубенхаген и му отстъпва териториите около Остероде. Той резидира в замък Остероде.
Фридрих се жени за Аделхайд фон Анхалт-Бернбург († сл. 29 септември 1405), единствената дъщеря на княз Бернхард V фон Анхалт-Бернбург († 1410/1420) и Елизабет фон Хонщайн-Келбра († сл. 1426), и има с нея син Ото II (1396 – 1452), който го последва.
Аделхайд фон Анхалт-Бернбург се омъжва втори път пр. 24 март 1415 г. за граф Мориц IV фон Шпигелберг († 26 ноември 1434).